# ولسوالی قلات
قلات یکی از ولسوالی‌های ولایت زابل در جنوب خاوری افغانستان است. جمعیت آن در سال ۲۰۰۶ میلادی، ۳۶۵۶۰ نفر اعلام شده‌است.